# Гвадалопе
Гвадалопе (ісп. Guadalope) — річка в  іспанському автономному співтоваристві Арагон, права притока річки Ебро.

## Опис
Річка має протяжність у 160 км і починається в горах Сьєрра-де-Гудар, недалеко від Вільярроя-де-лос-Пінарес та Міравете-де-ла-Сьєрра в районі Маестрасго. Звідти вона тече на північний схід у водосховищі Сантолеа і, минувши дамбу в Каланда, впадає в Ебро в районі міста Каспе. Свої води річка бере з струмків, що течуть від Сьєрра-де-ла-Канада та Сьєрра-Караскоса.
На додаток до згаданих населених пунктів, річка також протікає по території Альканьїса і Цива.
Притоки: праві — Бергантес, Фортанете, Бордон і Мескуін; ліві — Альяга, Гвадалопілльо.